# Halid Bešlić
Halid Bešlić, bosanski pevec, * 20. november 1953, Sokolac, Bosna in Hercegovina, je profesionalno aktiven od leta 1979. Njegova pevska kariera je bila ena najuspešnejših v Jugoslaviji in se nadaljuje še danes po celotnem balkanskem območju.

## Diskografija
Singli
- Grešnica / Ne budi mi nadu (1979)[1]
- Sijedi starac / Zašto je moralo tako da bude (1980)
- Mirela / Pet godina volio sam tebe (1981)
- Pjesma samo o njoj / Domovino, u srcu te nosimo (1982)

Studijski albumi
- Sijedi starac (1981)
- Pjesma samo o njoj (1982)
- Dijamanti... (1984)[2]
- Zbogom noći, zbogom zore (1985)[3]
- Otrov (1986)[4]
- Zajedno smo jači (1986)
- Eh, kad bi ti rekla mi, volim te (1987)[5]
- Mostovi tuge (1988)[6]
- Opet sam se zaljubio (1990)
- Ljiljani (1991)
- Grade moj (1993)
- Ne zovi me, ne traži me (1996)
- Robinja (1999)[7]
- U ime ljubavi (2000)[8]
- Prvi poljubac (2003)
- Halid 08 (2007)
- Romanija (2013)